# Davézieux
Davézieux är en kommun i departementet Ardèche i regionen Auvergne-Rhône-Alpes i sydöstra Frankrike. Kommunen ligger  i kantonen Annonay-Nord som ligger i arrondissementet Tournon-sur-Rhône. År 2022 hade Davézieux 3 181 invånare.

## Befolkningsutveckling
Antalet invånare i kommunen Davézieux
Referens: INSEE